# Macedón heraldika

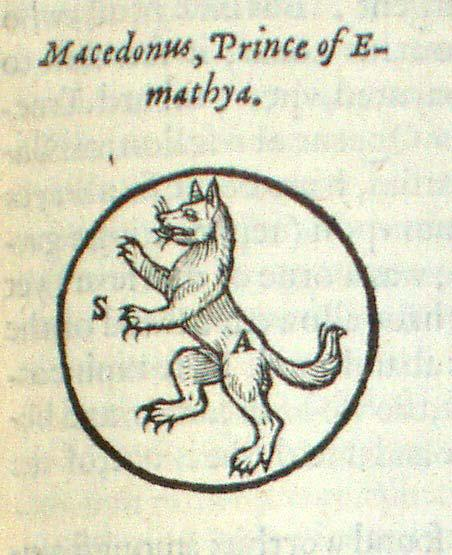
Macedonus, Emathia fejedelmének képzeletbeli címere Sir John Ferne művében (The Glory of Generositie. London 1586. 155. l.)

A macedóniai heraldika a kelet-európai címertani szemlélet körébe tartozó rendszer.

## A macedón heraldika története
Macedónia 1992 előtt soha nem volt független. Maga a macedón nyelv, néhány szerb jövevényszótól eltekintve, sem különbözik lényegi módon a bolgár nyelvtől. Macedónia 971-től 1018-ig a nyugati bolgár állam központi vidéke volt, majd bizánci uralma alá került. 1218 és 1250 között a második Bolgár Birodalomhoz tartozott és 1250-ben a pelagoniai csatában a Nikaiai Császársághoz került. Dušan István (1331–1355) Szerbiához csatolta a területet, majd az 1389-es rigómezei csata nyomán a Török Birodalom részévé vált. 1689–1690 között Karpos kumanovói vajda törökellenes felkelése eredményekén létrejött egy államalakulat és Karpost a nemzetközi hatalmak közül egyedüliként a Habsburg Birodalom elismerte Kumanovó királyának. 1878-ban Bulgáriához került, majd 1913-ban az első Balkán-háború során Szerbia magához csatolta, így 1918-tól a Szerb–Horvát–Szlovén Királyság, 1929-től Jugoszlávia része lett. A Macedón Szocialista Szövetségi Köztársaság Jugoszlávián belül 1946 óta létezett és az ország 1991. szeptember 17-én Jugoszlávia  felbomlásával vált függetlenné.
Matkovski, a macedón heraldika szakértője szerint a Bolognai egyetemen a korai 13. századtól számos, a thesszáliai királyságból származó diák címerének rajza található meg. Macedonus, Emathia fejedelmének címere látható Sir John Ferne művében is, mely fekete alapon ezüst farkas. Emathia a Thesszaloniki,  Verea és Pella körüli terület. Itt tehát egy ókori fejedelem képzeletbeli címeréről van szó. Ferne nem ad magyarázatot a címerre, de ez nyilván középkori forrásokon alapul és nagyon hasonlít a magyar királyok által használt bolgár királyi címhez tartozó címerre, a három farkasra. Ez a címer egyes vélemények szerint azt igazolja, hogy Macadónia, és a Korenič-Neorič címerkönyv többi címere sem csupán Ohmučevič kitalációja.
Farkas látható a vodocsai egyház 15-18. századi nekropoliszának egyik gyermeksírjából előkerült rézfülbevalókon  is, melyek erős heraldikai párhuzamokkal rendelkeznek. Mivel ezek ábrázolásmódja hasonlít a Milica-freskóportréra, a 15. század végére, a 16. század elejére datálják. Az egyik 14. század végi vodocsai ezüstgyűrűn teljes címer látható futó farkassal, pajzzsal, tőrrel és körirattal. A farkas feje, felső része vagy teljes alakja a 13-14., valamint a török hódítást követő századok családi címereinek egyik leggyakoribb motívuma ezen a vidéken. Ez legjobban a pénzérméken figyelhető meg.
A macedón címer először az ún. Illír címerkönyvben jelenik meg. Ez a könyv a balkáni heraldika fő forrása. A VI. Lapon, az országcímerek között látható Macedónia címere is: vörös alapon (álló) koronás arany oroszlán, a pajzson királyi korona. A címer alatti felirat: „Macedónia“, fölötte „A macedón föld tzímere“ felirat. A címer szó megnevezésére tehát a magyar eredetű tsimeri szót használták.   
A macedón címer ezen kívül megtalálható például a következő heraldikai forrásokban is: a Palinić címerkönyvben, az egykori Jugoszláv Tudományos Akadémia levéltárában (a 16. sz. vége a 17. sz. eleje);  Mavro Orbini könyvében (1611), az Althan címerkönyvben (1641), a belgrádi Alkalmazott Művészetek Múzeumának címerkönyvében (1620, Grbovnik u muzeju primjenjenih umjetnosti u Beogradu), Marko Skoroević címerkönyvében (Bécs, 1636), a  Fojnicai címerkönyvben (1675),  Charles du Fresne, sieur du Cagne bizánci történeti művében (1680), az Olovo címerkönyvben (1689, Bologna), a Berlini Könyvtár címerkönyvében a 17. század végéről,  Pavao Ritter Vitezović Stemmatographiájában (1701), a Codex Kevesic címergyűjteményében (1740),  Krisztofor Zsefarovics Stemmatographiájában (1741), Ivo Saraka címerkönyvében (1746),  Jovan Raić 1794-es művének harmadik kötetében, Ljudevit Gaj 1842-es hagyatékában, a rilai kolostorban (1844), Pajsiev történelmének egyes példányaiban (a 19. század közepe),  Milan Simics heraldikai tábláján (1851), a   Razlovec-felkelés forradalmi zászlóján, más forradalmi zászlókon (az Illinden-felkelés jelképei) stb.
Az 1991-ben elnyert függetlenség után új zászlót vezettek be, mely a Vergina-csillagot ábrázolta, de Görögország tiltakozására ezt stilizált sugaras Napforma váltotta fel. A himnusz és az 1945-ben elfogadott antiheraldikus államcímer megmaradt. A címer megváltoztatására pályázatot írtak ki, melyek többsége az Illír címerkönyv 1595-ös „Korenič — Neorič“-féle másolatában szereplő hagyományos címeren alapul. Az új államcímerről azonban mindmáig nem sikerült egyezségre jutni.

## A macedón heraldika jellege
A macedón heraldika nagyon szűk körre korlátozódik. Mindössze néhány egyetemi szakember és a címerek iránt érdeklődő személy műveli. A macedón címerek területe mindössze az államcímerre és egyes városok címerére terjed ki. Történelmi forrásait különféle szerb és boszniai címerkönyvek teszik ki. A címerek is Szerbián keresztül közvetítődtek Macedónia felé és így a külföldi hatásokon közül áttételesen a magyar heraldika szerepe nevezhető a legjelentősebbnek a hagyományos macedón heraldika szempontjából - úgy a címerművészet, a címerek képi megformálása, mint a nevezéktan terén. Erre mutat a magyar eredetű cimeri szó használata is a régi forrásokban.
A mai macedón városok közül csak kevés használ valódi címert. Mások címernek neveznek mindenféle emblémát, logót, jelvényt vagy más jelképet is, melyeknek semmi közük sincs a címerekhez. A jugoszláv időkben használt jelképek a szocialista „címer“ek sémáját követik. Jellemző rájuk a túlzsúfoltság és más antiheraldikus vonások. A macedón heraldikai társaság felügyelete alatt létrejövő új címerek viszont általában már szakszerűek, nagyon esztétikusak és sok új, progresszív címerművészeti elemet is tartalmaznak, mint pl. a városfal stilizálása sakkozott mintával, a hegyeké ékeléssel, stb. Ugyanakkor, elsősorban a régi címereknél, mindig jellemző még a címerpajzsok túlzsúfolása és az antiheraldikus színhasználat.

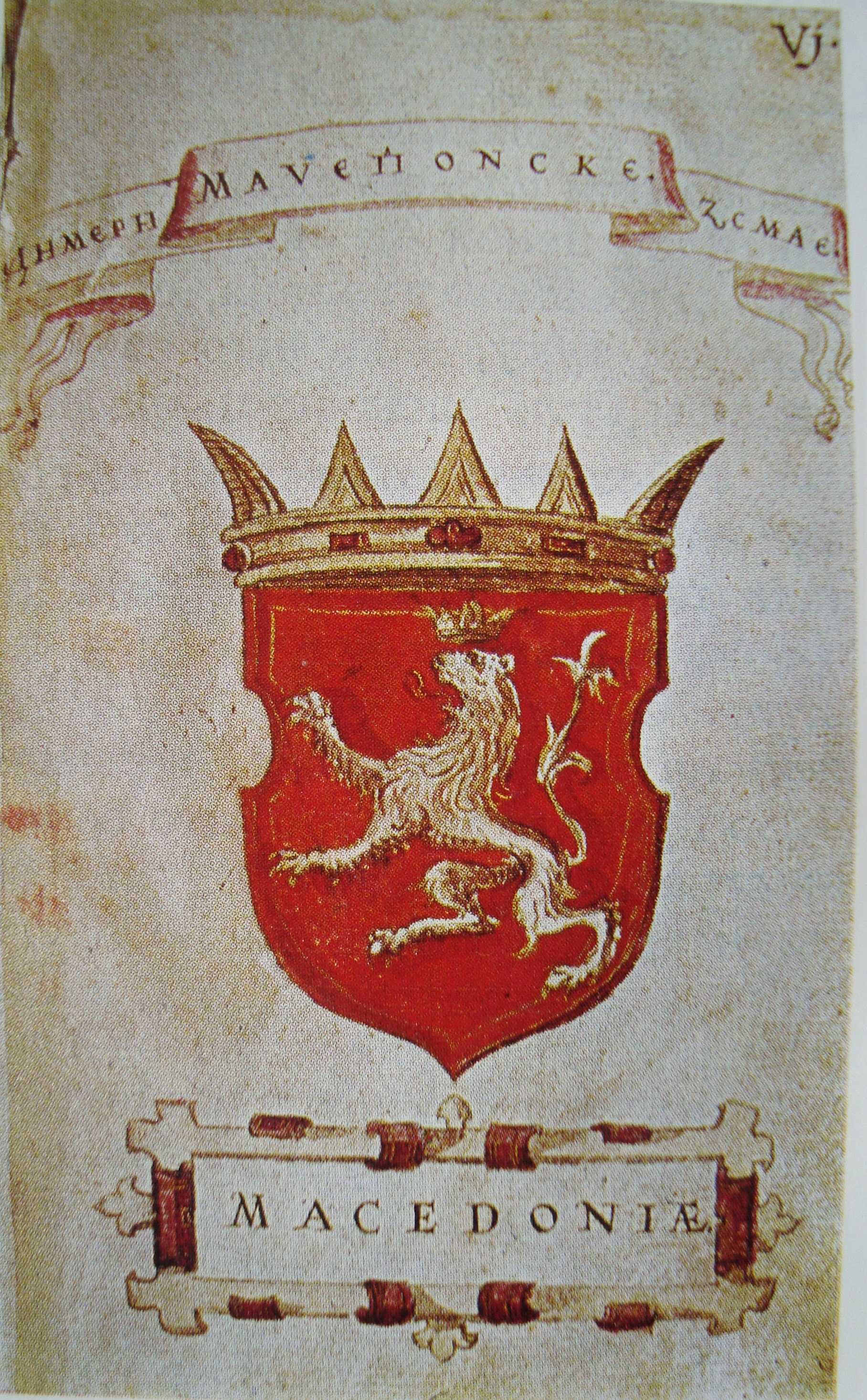
Az Illír címerkönyv macedón címere (1595)
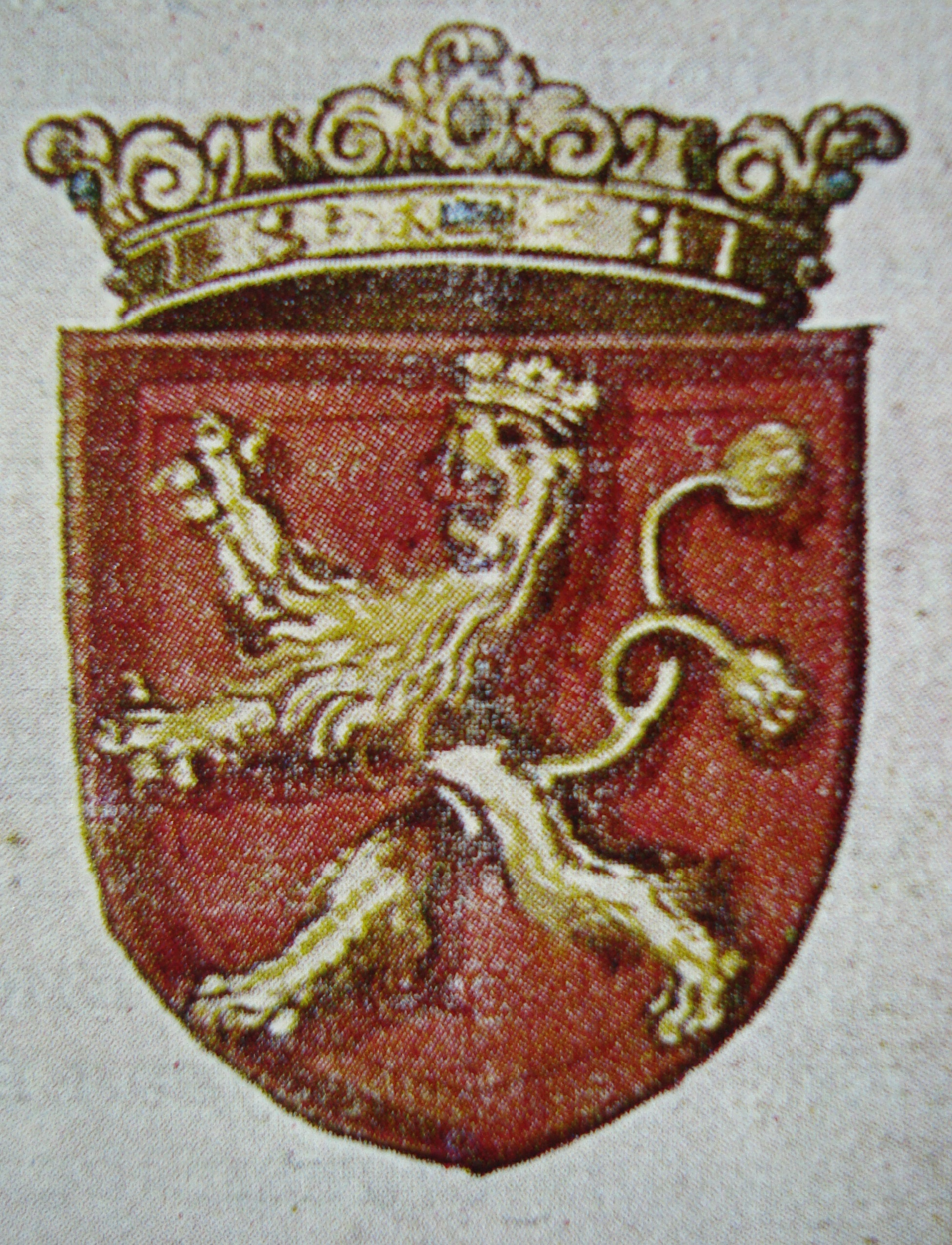
Macedónia címere. Althan címerkönyv, Bologna (1614)
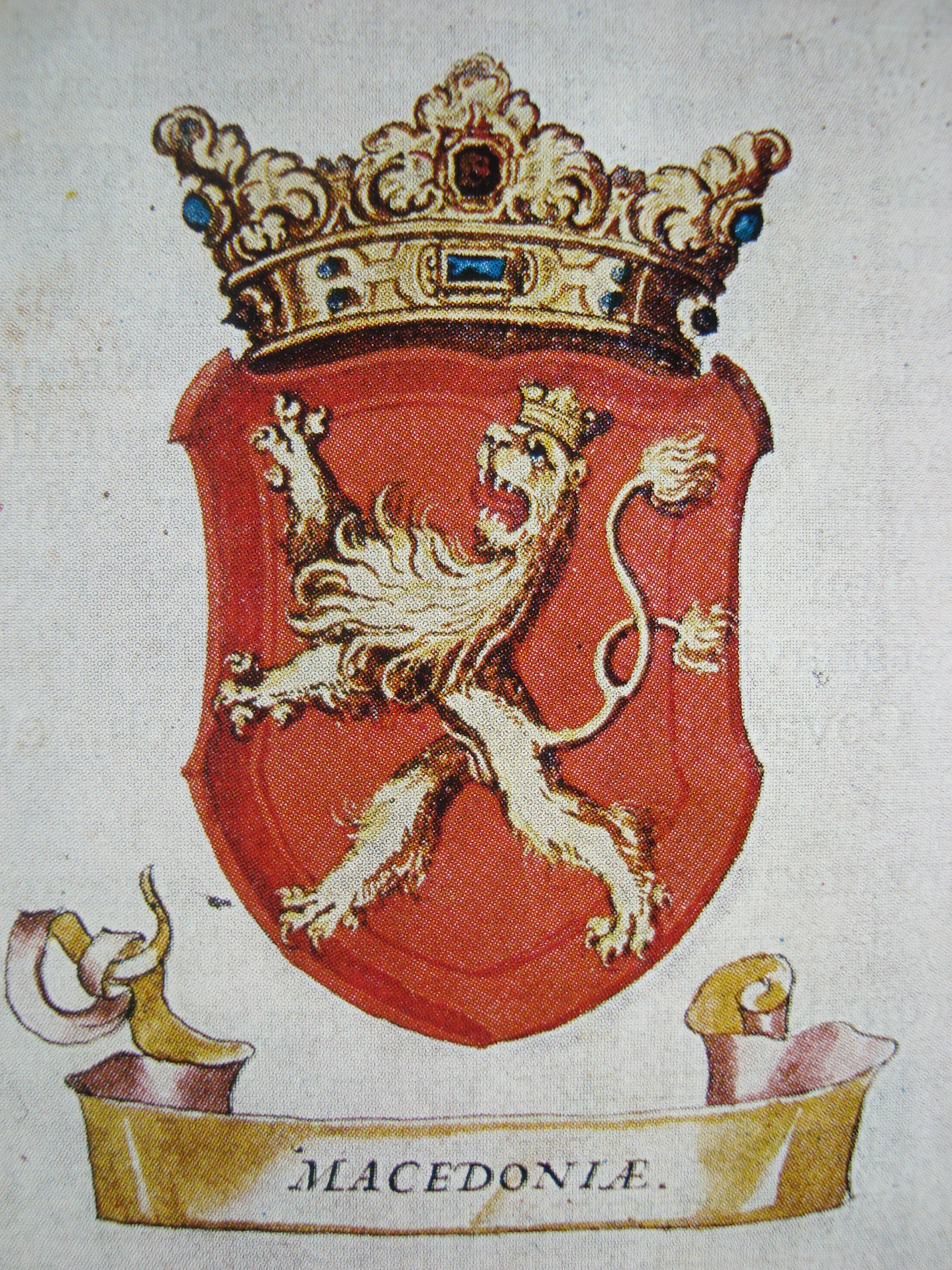
Macedónia címere a Belgrádi címerkönyvben (1620)
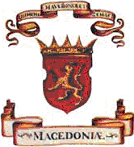
Macedónia címere a berlini könyvtár címerkönyvében (17. század)
Macedónia címerkönyve Vizezović művében (1694)
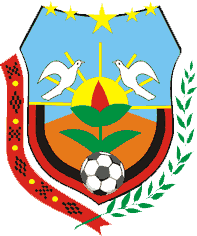
Aracsinovo régi címere az 1990-es évekből
Aracsinovo új címere
Karpos új címere
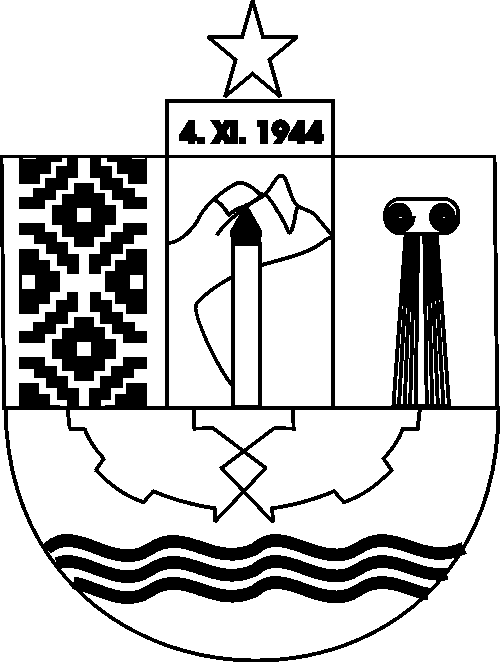
Bitola régi „címere“
Bitola új címere
Cair címere
Butel új címere
Aerodrom antiheraldikus címere

## Szervezetek
Макєдонскo Хeралдичко Здружєние (Macedón Heraldikai Társaság. 1010 Szkopje, Macedónia), alapítva 2003

## Kiadványok
Макєдонски Хєралд-Macedonian Herald (a Macedón Heraldikai Társaság, kétnyelvű folyóirata, I. évfolyam 2005)

## Külső hivatkozások
- Хeралдика во Макeдониja  -- Macedón heraldikai honlap
- Macedónia címere